# Halloween 2. (film, 2009)
A Halloween 2. (eredeti cím: Halloween II) 2009-ben bemutatott amerikai horrorfilm, melyet Rob Zombie írt és készített.

## Szereplők
| Színész              | Szerep              | Magyar hang       |
| -------------------- | ------------------- | ----------------- |
| Sheri Moon Zombie    | Deborah Myers       | Németh Kriszta    |
| Scout Taylor-Compton | Laurie Strode       | Vadász Bea        |
| Brad Dourif          | Lee Brackett seriff | Juhász György     |
| Chase Wright Vanek   | Michael fiatalon    | Morvay Bence      |
| Malcolm McDowell     | Dr. Samuel Loomis   | Szersén Gyula     |
| Tyler Mane           | Michael Myers       | Sörös Miklós      |
| Dayton Callie        | Hooks halottkém     | Gardi Tamás       |
| Danielle Harris      | Annie Brackett      | Nemes Takách Kata |
| Mary Birdsong        | Nancy McDonald      | Farkasinszky Edit |
| Angela Trimbur       | Harley David        | Csondor Kata      |